# Colette Aïtelli
Colette Aïtelli, po mężu  Chauvet (ur. 3 marca 1932 w Tulonie, zm. 9 sierpnia 2018 tamże) – francuska lekkoatletka, sprinterka.
Zajęła 6. miejsce w biegu na 100 metrów i 4. miejsce w sztafecie 4 × 100 metrów na mistrzostwach Europy w 1950 w Brukseli. 
Była mistrzynią Francji w biegu na 60 metrów w 1951 i w biegu na 100 metrów w 1950 oraz wicemistrzynią w biegu na 100 metrów w 1951.
Jej rekord życiowy w biegu na 60 metrów wynosił 7,4 s, ustanowiony 20 maja 1951 w Tulonie, a w biegu na 100 metrów  12,1 s,  uzyskany 10 czerwca 1951 w Marsylii.